# Польсько-литовська унія
Польсько-литовська унія— угоди між Королівством Польським і Великим Князівством Литовським про об'єднання в єдину державу. Найважливішими з угод були Кревська унія 14 серпня 1385 року, Городельська унія 2 жовтня 1413 року, Люблінська унія 1 липня 1569 року. Люблінська унія 1569 року завершила процес об'єднання Польського королівства з Великим князівством Литовським у федеративну польсько-литовську державу — Річ Посполиту

## Причини утворення
Наприкінці 14 століття міжнародні умови для Польського королівства і Великого Князівства Литовського стали досить несприятливими. У цих двох державах посилювалися інтеграційні процеси, зумовлені:
- наступом на польські та литовські землі Тевтонського ордену
- політикою Московського князівства, правителі якого заявили про «збирання» давніх руських земель. Захопивши майже всі великоруські землі, великий князь московський Іван III висунув претензії на білоруські та українські землі як на історичну спадщину династії Рюриковичів.
- необхідністю протистояння нападам татар

## Хронологія
- 1385 — Кревська унія — Великий Князь Литовський та Руський Ягайло брав шлюб з Королевою Польщі та Русі Ядвігою. Ягайло, який після шлюбу отримував титул короля об'єднаної держави, повинен був охрестити за католицьким обрядом жителів своєї держави, повернути Польщі відторгнуті в неї території, і головне — назавжди об'єднати із землями Польщі землі Литви та колишньої Русі.
- 1401 — Віленсько-радомська унія — була наслідком бездітної смерті Ядвіги. Вітовт, кузен Ягайла, мав правити у Литві, а по його смерті влада повинна була перейти до Владислава Ягайла.
- 1413 — Городельська унія — передбачала інтеграцію Польщі та Литви до об'єднання в єдину державу, широкі довічні повноваження Вітовта як Великого князя литовського, постійну автономію Литви у відносинах з Польщею, зверхність польського короля над Литвою, запровадження в Литві сейму, призначення посадових осіб, зрівняння в правах польських феодалів-католиків та литовських можновладців, які приймуть католицьку віру.
- 1432 (1432-34)— Гродненська унія
- 1440—1447— Великим князем литовським став Казимир IV Ягеллончик
- 1499— Краківсько-Віленська унія
- 1501— Мельницька унія
- 1569— Люблінська унія